# روز کودکان (ژاپن)

روز کودکان (به ژاپنی: こどもの日 Kodomo no Hi) یکی جشن و تعطیلی ملی در ژاپن است که هر ساله در آخرین روز از گلدن ویک در روز ۵ مه برگزار می‌شود.